# Åkerveronika
Åkerveronika (Veronica agrestis) är en växtart i familjen grobladsväxter. 
Dess vetenskapliga artnamn, agrestis, kommer av det grekiska ordet agros som betyder åker. Namnet syftar på att den ofta växer på åkrar, vilket även dess svenska trivialnamnet antyder. Åkerveronika räknas i åkrar som ett ogräs, och den förekommer även som ett ogräs i trädgårdsland. Den växer också på ruderatmark. Arten sprider sig med frön som kan gro från vår till höst.

## Beskrivning
Åkerveronika är en liten ettårig ört som blir 10 till 25 centimeter hög. Stjälkarna är ofta nedliggande och bladen är äggrunda med naggad eller grunt sågad kant. Blomningstiden är april till september. Blommorna sitter en och en på tunna blomskaft som utgår från bladvecken. Blommorna är ganska små och ljusa, vita, eller vita och ljusblå.

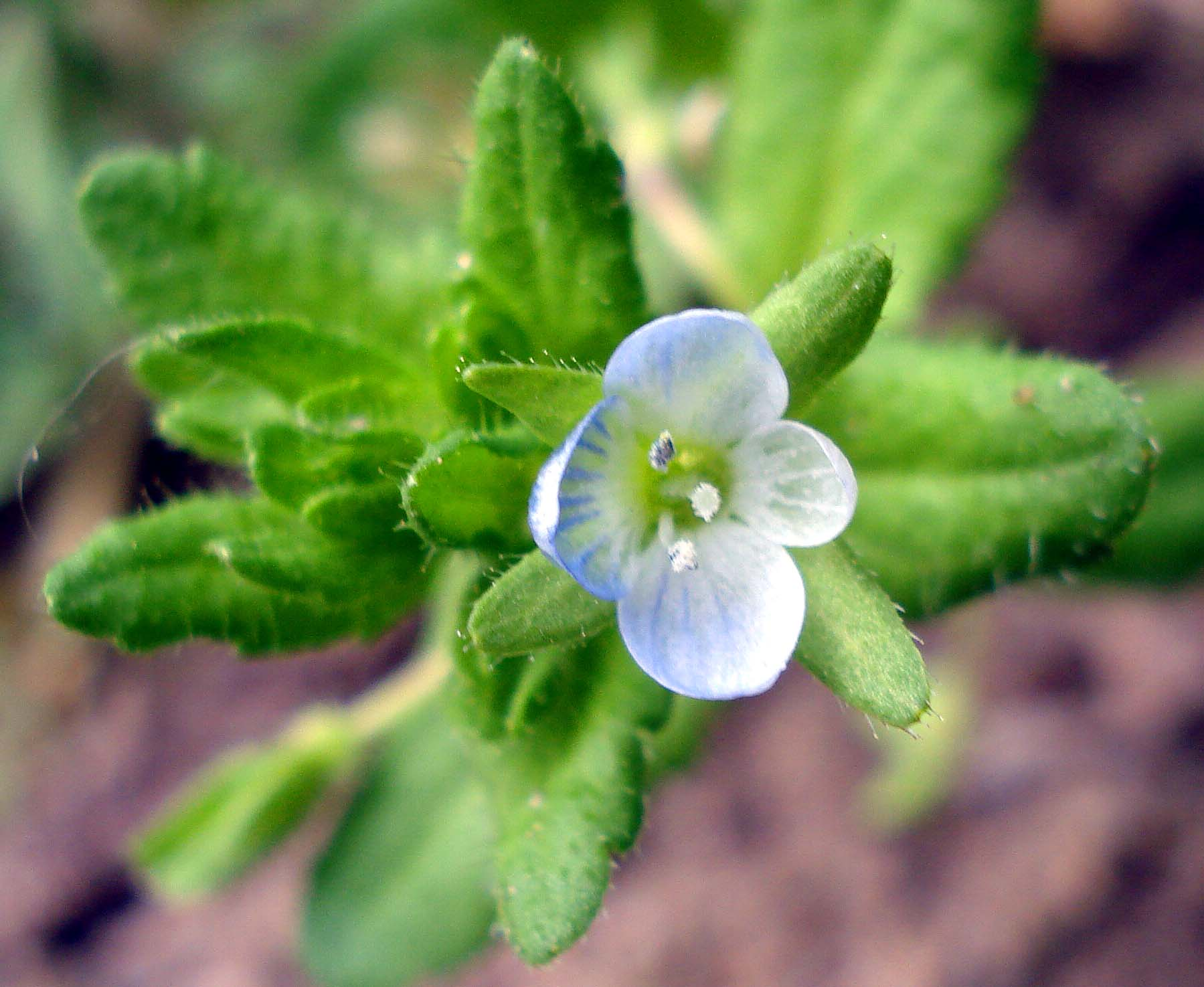
Närbild på blomma.
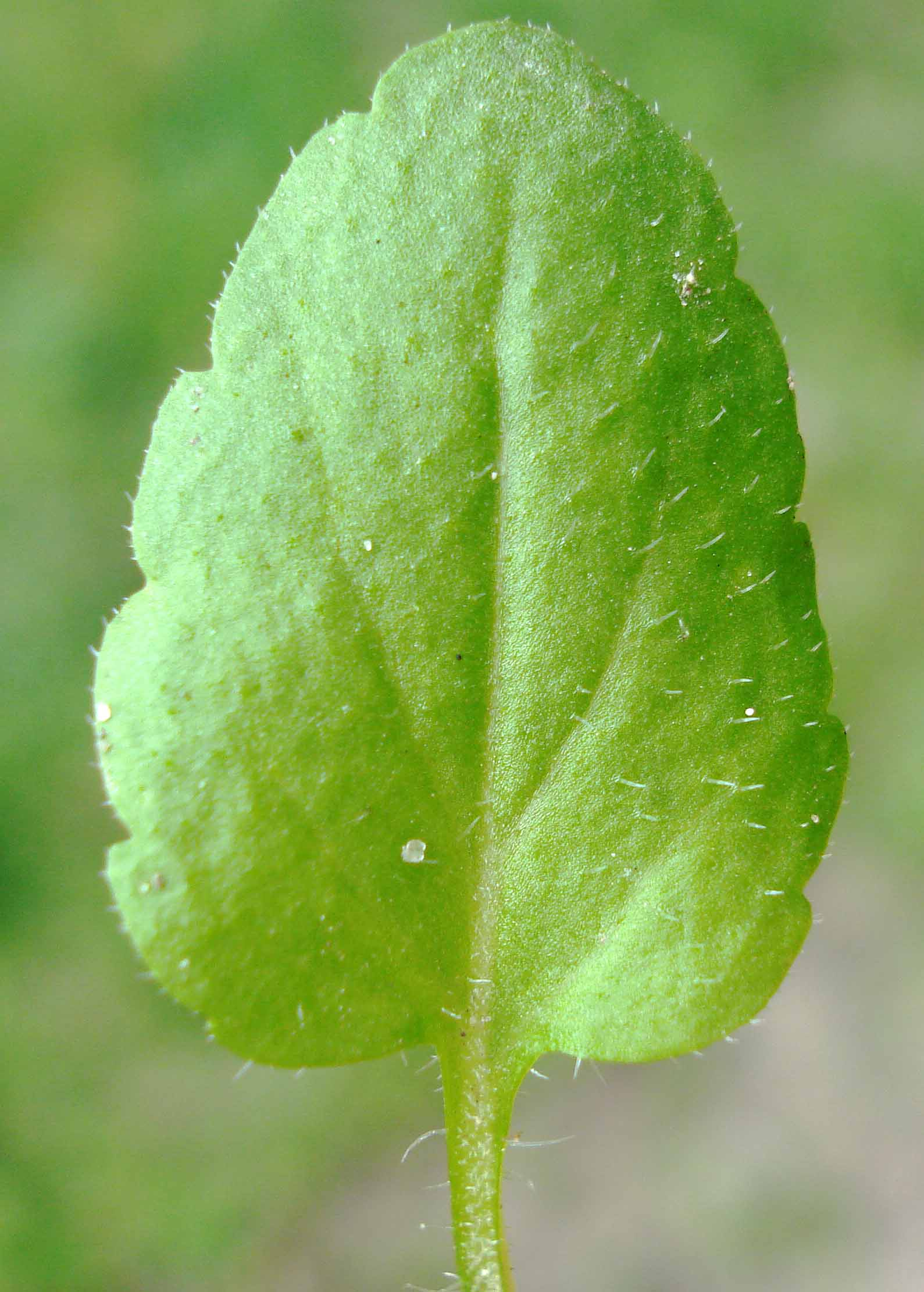
Blad.

## Utbredning
Åkerveronikans utbredningsområde är Europa, nordvästra Nordafrika (Marocko, Algeriet, Tunisien och Libyen) och Makaronesien (Azorerna, Kanarieöarna och Madeira). Den förekommer i Europa från de Brittiska öarna i väst och österut till Ryssland och från Skandinaviska halvön i norr och söderut till Medelhavet. Växten räknas som inhemsk i Europa. Den har som ett ogräs genom att frön följt med i utsäde, senare spridits till en del andra delar av världen, som östra Nordamerika, där den är en introducerad art.